# Dasyatis brevis
Espèce
Dasyatis brevis est une espèce de raies appartenant à la famille des Dasyatidés.